# إبعاد أعضاء حماس عام 1992
في 16 ديسمبر/كانون الأول 1992، نفذت الحكومة الإسرائيلية عملية إبعاد جماعي لأربعمائة سجين فلسطيني يشتبه في انتمائهم إلى منظمة حماس التي تعتبرها إسرائيل إرهابية عبر الحدود اللبنانية. وقد كانت هذه العملية، التي جرت إثر اختطاف وقتل ضابط شرطة إسرائيلي، أكبر عملية إبعاد جماعي للفلسطينيين منذ بداية الاحتلال الإسرائيلي في عام 1967.
لكن الإبعاد الجماعي أثار جدلاً حاداً سريعاً، حيث رفضت الحكومة اللبنانية السماح للمبعدين بدخول لبنان، وأثارت جماعات حقوق الإنسان مخاوفها بشأن محاولات الحكومة التحايل على الحق في المحاكمة، واندلعت الاحتجاجات بين الفلسطينيين والمواطنين العرب في إسرائيل بسبب المخاوف من المزيد من عمليات الإبعاد الجماعي، ومع انهيار محادثات السلام الجارية بين الحكومة الإسرائيلية ومنظمة التحرير الفلسطينية تقريباً. وفي نهاية المطاف سُمح لجميع المرحلين بالعودة من المنفى بحلول نهاية عام 1993.
ورغم أن الإبعاد الجماعي كان يهدف إلى القضاء على حماس باعتبارها تهديداً أمنياً قابلاً للتطبيق، فمن المعتقد على نطاق واسع أنه قد أدى في نهاية المطاف إلى نتائج عكسية، وأصبح بدلاً من ذلك معلماً رئيسياً في صعود حماس. وقد أدى الإبعاد الجماعي إلى رفع مكانة حماس بين الفلسطينيين بشكل ملحوظ، وسمح لحماس بإجراء اتصالاتها الأولى مع حزب الله، الذي قدم للمبعدين تدريبًا ودعمًا ماديًا كبيرًا.

## الخلفية
حماس هي منظمة سياسية إسلامية سنية وطنية فلسطينية ولها جناح عسكري وهو كتائب القسام. نشأت المنظمة من جماعة الإخوان المسلمين، التي نمت بشكل كبير في قطاع غزة خلال السبعينيات وأوائل الثمانينيات تحت قيادة أحمد ياسين وجمعيته الخيرية المجمع الإسلامي. في البداية، حظيت جماعة الإخوان المسلمين بدعم الحكومة الإسرائيلية في نموها، والتي اعتقدت أنها يمكن أن تصبح بديلاً أقل قومية وأكثر قبولاً لمنظمة التحرير الفلسطينية العلمانية اليسارية في السياسة الفلسطينية.
ورغم اعتقاد ياسين في البداية أن على الإخوان المسلمين أن يركزوا على أسلمة المجتمع الفلسطيني أولاً قبل أن يتمكنوا من القتال ضد إسرائيل، إلا أنه بحلول منتصف الثمانينيات من القرن العشرين، تحول بشكل متزايد نحو العنف. في حماس في الانتفاضة الأولى، أثناء الانتفاضة الأولى، أعاد ياسين تنظيم جماعة الإخوان المسلمين في حركة حماس، معلناً أن الصراع الإسرائيلي الفلسطيني هو حرب مقدسة بين المسلمين واليهود، وأصدر ميثاقاً تأسيسياً في عام 1988 احتوى على لغة معادية للسامية، ونفذ أولى هجماته على الجنود الإسرائيليين في عام 1989. بحلول عام 1990، ومع انهيار الانتفاضة الأولى تحت وطأة القمع الإسرائيلي القاسي والاقتتال الداخلي الفلسطيني، نمت حماس بشكل ملحوظ، حيث أصبح يُنظر إليها بشكل متزايد على أنها بديل قابل للتطبيق وأقل فسادًا وأقل تنازلاً لمنظمة التحرير الفلسطينية بين الفلسطينيين، كما أصبحت تُنظر إليها بشكل متزايد على أنها تهديد خطير من قبل الحكومة الإسرائيلية.
في أعقاب الانتخابات التشريعية الإسرائيلية عام 1992، والتي تمكن بعدها حزب العمل الإسرائيلي بقيادة إسحاق رابين من تشكيل حكومة ائتلافية ومواصلة مفاوضات السلام مع منظمة التحرير الفلسطينية، صعدت حماس من هجماتها على الأهداف الإسرائيلية وعلى الفلسطينيين الذين يعارضون المجموعة.

## الأحداق

### المشغل
في 13 ديسمبر 1992، قامت مجموعة من مسلحي حماس بقتل ضابط الشرطة الإسرائيلي نسيم تولدانو. وأثارت هذه الجريمة غضبا واسع النطاق في إسرائيل. في خطابه أمام الكنيست الذي أعلن فيه اكتشاف الجثة، تعهد رئيس الوزراء الإسرائيلي إسحاق رابين بأن «لا أحمد ياسين، ولا أحمد جبريل، ولا ياسر عرفات سيحركوننا من هنا — نحن هنا باقون. سنعاني من النكسات، وسنعض على شفاهنا ونواصل. لن تحركنا الحجارة ولا الرصاص. ليس للإرهاب أي فرصة ضدنا»، ودعا الجيش الإسرائيلي إلى أن يكون «بلا رحمة» ضد حماس. تعهد وزير الأمن الداخلي موشيه شاحال «بالانتقام للموت». ودعا حزب موليديت اليميني المتطرف إلى طرد أنصار حماس من الأراضي المحتلة، بينما دعا رئيس حزب ميرتس اليساري يوسي ساريد إلى «استخدام قبضة من حديد ضد حماس». وفي مدينة اللد، مسقط رأس توليدانو، اندلعت أعمال شغب طفيفة من قبل يهود إسرائيليين استهدفوا حيًا عربيًا في المدينة، وهتفوا أيضًا «الموت للعرب» وألقوا الحجارة على منزل رئيس بلدية اللد مكسيم ليفي.
بعد اكتشاف الجثة، شنت الحكومة الإسرائيلية حملة قمعية كبيرة استهدفت حماس، بما في ذلك الاعتقال الجماعي لـ 1600 فلسطيني، وفرض حظر على السفر بين الأراضي الفلسطينية المحتلة والأردن.

### الإبعاد
وفي صباح يوم 16 كانون الأول/ديسمبر 1992، عقد مجلس الوزراء الإسرائيلي اجتماعاً لمناقشة الإبعاد الجماعي لأعضاء حماس إلى لبنان. صوت مجلس الوزراء بالإجماع لصالح الإبعاد، باستثناء وزير العدل ديفيد ليباي ‏، الذي امتنع عن التصويت.
وبعد فترة وجيزة، تم تقييد أيدي 418 سجيناً فلسطينياً، معظمهم من المشتبه في أنهم أعضاء في حركتي حماس والجهاد الإسلامي الفلسطيني، وتعصيب أعينهم، ووضعهم في حافلات، ونقلهم نحو الحدود الإسرائيلية مع لبنان. تم في البداية تطبيق الرقابة العسكرية الصارمة على عملية الإبعاد، ولم يتم إخطار عائلات المرحلين، بهدف تسريع عملية الإبعاد من خلال تنفيذها قبل إمكانية تقديم أي استئناف أمام المحكمة. وأُجبرت الحافلات على التوقف في بلدة المطلة، قرب الحدود الإسرائيلية اللبنانية، بعد تسرب أنباء عن استمرار عملية الإبعاد، وقيام مجموعة من نشطاء حقوق الإنسان برفع دعوى قضائية أمام المحكمة العليا في إسرائيل لوقف عملية الإبعاد. وعقدت المحكمة العليا جلسة خاصة بسرعة، وفي النهاية قررت بأغلبية 5 إلى 2 بحلول نهاية اليوم السماح باستمرار عملية الإبعاد. وأمرت المحكمة العليا الحكومة الإسرائيلية أيضًا بإصدار تفسير رسمي خلال شهر واحد لأسباب إبعاد السجناء دون منحهم الحق في الاستئناف. تم إخراج 35 من السجناء من الحافلة قبل أن تكمل طريقها نحو لبنان. أحد هؤلاء الخمسة والثلاثين، الصحفي الغزاوي طاهر شريتح ‏، تم إطلاق سراحه بعد فترة وجيزة من الحجز الإسرائيلي بالكامل، حيث زعم جهاز الأمن الداخلي (شين بيت) أنه تم إدراجه في القائمة عن طريق الخطأ.
تم بعد ذلك إنزال السجناء الـ 383 المتبقين على الحافة الشمالية لحزام الأمن الذي تحتله إسرائيل في جنوب لبنان في الليل، وتم منح كل منهم خمسين دولارًا وبعض المؤن الغذائية والسترات.
لكن الحكومة اللبنانية رفضت السماح لأعضاء حماس المزعومين بمغادرة المنطقة الأمنية الإسرائيلية والدخول إلى الأراضي اللبنانية غير المحتلة. تم وضع الجيش اللبناني في حالة تأهب قصوى وتم نشره لإغلاق الطرق بين المناطق المحتلة وغير المحتلة من قبل إسرائيل. صرح رئيس الوزراء اللبناني رفيق الحريري بأنه لن يسمح لإسرائيل باستخدام لبنان كمكان للتخلص من النفايات، وزعم أنه «إذا حدث أي ضرر لأي من المرحلين فإن إسرائيل ستكون مسؤولة عنه».

### الوقت في المنفى
وبما أنه لم يُسمح للمبعدين الأربعمائة بالعودة إلى الأراضي الفلسطينية أو الانتقال إلى الأراضي اللبنانية غير المحتلة، فقد وجدوا أنفسهم سريعاً عالقين في المنطقة الحدودية اللبنانية الجنوبية في الشتاء. حاول المهجرون في البداية السير مرتين باتجاه الأراضي الفلسطينية، لكنهم استسلموا بعد أن أطلق جيش جنوب لبنان المتحالف مع إسرائيل النار عليهم. كما قام الجيش الإسرائيلي بزرع ألغام أرضية عبر أكثر الطرق شيوعاً في الجنوب ونشر تعزيزات في المنطقة الأمنية المحتلة، بما في ذلك وحدة من الكوماندوز.
وفي نهاية المطاف، أقام المهجرون معسكرًا معًا في الجبال بالقرب من قرية مرج الزهور، وأطلقوا عليه اسم «معسكر القدس للعودة». وفي المعسكر، نظم المهجرون أنفسهم تحت مظلة إسلامية ونظام «العمل إذا أردت أن تأكل»، محاولين القيام بالوظائف الأساسية مثل بناء المراحيض، وإشعال النيران للتدفئة، وطهي الطعام، وغسل الملابس، وجلب المياه، وأداء صلواتهم. كان عشرة من المرحلين حاصلون على تدريب طبي، وكان آخرون حاصلين على تدريب في الهندسة، وكان أكثر من مائة منهم حاصلين على درجة تعليم عالي. كما قام المرحلون بإنشاء فصل دراسي، أطلقوا عليه اسم جامعة، حيث ألقوا محاضرات وعقدوا مناقشات مع بعضهم البعض. كما عقد المرحلون مؤتمرات صحفية بشكل منتظم للمراسلين الدوليين الذين يزورون المعسكرات، وكان عبد العزيز الرنتيسي هو المتحدث الرسمي باسمهم. ومن ناحية أخرى، لم يكن لدى جميع المرحلين تقريبًا أي خبرة سابقة في التعامل مع الثلوج، وكانت الظروف الجوية في الجبال قاسية، وفي المجمل لم يكن لدى المرحلين سوى الحد الأدنى من المؤن، وكانوا يواجهون خلافات متكررة بين أعضاء حماس وأعضاء حركة الجهاد الإسلامي الفلسطينية.
تلقى المرحلون في البداية بعض المساعدات الإنسانية من المنظمات غير الحكومية في المنطقة، ولا سيما اللجنة الدولية للصليب الأحمر، وكذلك من قوات قوة الأمم المتحدة المؤقتة في لبنان. ومع ذلك، أعلنت الحكومة الإسرائيلية في وقت لاحق أنها ستمنع المنظمات غير الحكومية من المرور عبر المناطق التي تسيطر عليها إسرائيل لتقديم المساعدات الإنسانية للمبعدين. وجاء الإعلان عقب اجتماع للحكومة شهد صداما بين رابين ووزير الخارجية شمعون بيريز الذي عارض منع المنظمات غير الحكومية. وفي النهاية صوت مجلس الوزراء بأغلبية 8 أصوات مقابل 6 لصالح حظر المنظمات غير الحكومية، مع امتناع ثلاثة وزراء عن التصويت. كما تحركت الحكومة اللبنانية لمنع المنظمات غير الحكومية من تقديم المساعدات للمهجرين، وحاولت إصدار الأوامر للمهجرين بالسير نحو الجنوب.
ولكن على النقيض من المنظمات غير الحكومية، كانت هناك مجموعة واحدة قادرة على تحدي الحكومتين اللبنانية والإسرائيلية وتقديم المساعدات للمبعدين: حزب الله، وهو منظمة شبه عسكرية مسلحة إسلامية معادية لإسرائيل بشدة. إن حزب الله لن يقدم للمهجرين المساعدات الأساسية فحسب، بل سيستغل الفرصة أيضاً لإقامة روابط قوية بينه وبين أعضاء حماس المرحلين باعتبارهم إرهابيين، على الرغم من الاختلافات الدينية بينهم. حزب الله، وهي منظمة إرهابية أقوى وأكثر خبرة، قدمت لمبعدي حماس التدريب العسكري والتعليم في التكتيكات العسكرية، بما في ذلك التعليم على المتفجرات وكيفية القيام بالتفجيرات الانتحارية. ومن خلال حزب الله، كان من الممكن لحماس المرحّلة أيضاً أن تقيم روابط مع الجمهورية الإسلامية الإيرانية وفيلق الحرس الثوري الإسلامي التابع لها. ومع امتداد فترة المنفى، بدأ أعضاء حماس وأعضاء الجهاد الإسلامي الفلسطيني من بين المرحلين يتصالحون تدريجياً ويتفقون على التعاون في المساعي المستقبلية.

### الاحتجاجات
وأثارت عمليات الإبعاد احتجاجات فورية في فلسطين، حيث دعا النشطاء في بعض المدن إلى إضرابات عامة. تم إطلاق النار على العديد من الفلسطينيين في قطاع غزة وقتلهم على يد القوات الإسرائيلية عندما تطورت بعض الاحتجاجات إلى أعمال شغب.
وأثارت عمليات الإبعاد أيضًا احتجاجات داخل إسرائيل، وخاصة بين المواطنين العرب في إسرائيل، مع قيام حركة السلام الآن بتنظيم بعض الاحتجاجات. نظم العرب الإسرائيليون إضرابًا عامًا لمدة يوم واحد في 22 ديسمبر احتجاجًا على الإبعاد. تم تعليق عضوية عضو الكنيست توفيق زياد من حزب حداش لمدة خمس جلسات للكنيست بعد اندلاع غضب حاد ضد عمليات الإبعاد في الكنيست، بينما واجه عضو الكنيست هاشم محاميد دعوات لسحب حصانته البرلمانية بعد أن دعا الفلسطينيين إلى إعادة إطلاق الانتفاضة الأولى. في 28 ديسمبر/كانون الأول، حاولت مجموعة من القادة العرب الإسرائيليين توصيل المساعدات الإنسانية للمبعدين، لكن الشرطة الإسرائيلية منعتهم

### الأزمات السياسية والدبلوماسية
وقد أثارت عمليات الإبعاد مخاوف جدية بشأن جدوى مفاوضات السلام الجارية بين الحكومة الإسرائيلية. أعلنت قيادة منظمة التحرير الفلسطينية، تحت ضغط المسافة النسبية بينها وبين القيادة الوطنية الموحدة للانتفاضة الأولى، وصعود حركة حماس الأكثر شعبية، وعدم الرضا المتزايد بسبب بطء وتيرة مفاوضات السلام، فضلاً عن الأزمة المالية الداخلية الكبيرة، في البداية أنها ستنسحب من المفاوضات حتى تتراجع الحكومة الإسرائيلية عن الإبعاد.
وأدت عمليات الإبعاد أيضًا إلى جدل كبير في السياسة الإسرائيلية الداخلية. وبحلول نهاية شهر يناير/كانون الثاني 1993، كان وزراء الحكومة يقدمون إحاطات صحفية مجهولة المصدر إلى الصحافة الإسرائيلية تفيد بأن رابين فرض القرار عبر الحكومة دون السماح لها بمناقشة الإبعاد بشكل سليم. في أوائل فبراير/شباط 1993، زعم وزير الصحة حاييم رامون علناً أن الحكومة اللبنانية كانت تفترض أن الحكومة اللبنانية ستكون ضعيفة للغاية بحيث لا تستطيع منع إسرائيل من إبعاد حماس إلى حدودها، قائلاً: «لم نكن نعرف أن لبنان دولة مرة أخرى. كنا نعتبره الغرب المتوحش».
كما أثار الإبعاد صراعات داخلية كبيرة داخل حزب ميرتس اليساري، وهو عضو في الائتلاف الحاكم، بعد أن أيد وزراء حكومته الإبعاد، في حين عارض أعضاء الحزب القاعدي الإبعاد بشدة. في أعقاب تصويت مجلس الوزراء، صرّح وزير الطاقة والشخصية البارزة في حزب ميرتس، أمنون روبنشتاين، بأنه على الرغم من «وجود مشكلة قانونية مع القرار»، فإن «واجبه ليس الانتقاد، بل الاختيار بين ثلاثة بدائل رئيسية: عدم فعل شيء، أو فعل هذا، أو فعل شيء أسوأ. قررتُ التصويت لصالح هذا. لم يكن الأمر سهلاً».
وقد تفاقمت الخلافات الداخلية الإسرائيلية بشأن عمليات الإبعاد بعد مقتل حاييم نحماني، ضابط الاستخبارات الإسرائيلي، على يد أحد مخبريه من حماس في حي رحافيا الراقي في القدس في أوائل يناير/كانون الثاني 1993. وفقًا لمايكل باركس من صحيفة لوس أنجلوس تايمز، «اتسع نطاق الضغط على الشاباك من حملة قمع حماس إلى إعادة تقييم جهاز المخابرات والأمن النخبوي نفسه. سأل الإسرائيليون: هل الشاباك على مستوى التهديدات الجديدة التي يشكلها أعضاء المنظمات الإسلامية المسلحة؟» رفض رابين لاحقًا حضور جنازة نحماني.

### العودة إلى فلسطين
مع تصاعد الجدل حول الإبعاد الجماعي، رفضت الحكومة الإسرائيلية في البداية النظر في السماح للمُهجّرين بالعودة إلى الأراضي الفلسطينية. صرّح رابين في أواخر ديسمبر/كانون الأول 1992 قائلاً: «لا أشعر بالشفقة في قلبي، ولا أذرف الدموع»، وتعهد بأن حكومته «ستُحارب أي مظهر من مظاهر العنف والإرهاب، ولن تسمح لحماس أو الجهاد الإسلامي بإيذاء مواطني إسرائيل»، مضيفًا أن «إسرائيل لن تُقيّد نفسها، لا باليد ولا بالقدم. عندما يتعلق الأمر بأمننا وأمن أطفالنا، فنحن وحدنا من سيُقرر ما هو الأفضل لنا».
وفي 28 كانون الأول/ديسمبر 1992، أعلنت الحكومة الإسرائيلية أن عشرة من المرحلين تم إبعادهم ظلماً، وسوف يُسمح لهم بالعودة إلى الأراضي الفلسطينية. وبعد أسبوع واحد، في 3 يناير/كانون الثاني 1993، أعلنت الحكومة الإسرائيلية أنه سيتم السماح لأحد عشر آخرين من المرحلين بالعودة، ستة منهم بسبب إبعادهم ظلماً وخمسة لأسباب صحية.
وفي أوائل فبراير/شباط 1993، أعلنت الحكومة الإسرائيلية أنها ستسمح لأكثر من مائة من المرحلين بالعودة من المنفى، في صفقة توسطت فيها حكومة الولايات المتحدة. وفي وقت لاحق من ذلك الشهر، قام وزير الخارجية الأمريكي وارن كريستوفر بزيارة رسمية إلى إسرائيل حذر فيها رابين من أن وضع المرحلين ما زال يشكل عقبة رئيسية في مفاوضات السلام، وضغط على الحكومة الإسرائيلية للتوصل إلى اتفاق لإعادة معظم المرحلين بحلول نهاية الصيف.
في منتصف أغسطس/آب 1993، أعلنت الحكومة الإسرائيلية توصلها إلى اتفاق مع المهجّرين يقضي بعودتهم جميعًا من المنفى. وستتم العودة على مرحلتين، بحيث يعود نصفهم تقريبًا في سبتمبر/أيلول 1993، بينما يعود الباقون في ديسمبر/كانون الأول 1993. وفي منتصف شهر ديسمبر/كانون الأول 1993، عاد جميع المرحلين.

## ردود الفعل

### في فلسطين
صرّح المحامي الفلسطيني ومستشار مفاوضات السلام، زياد أبو زياد، بأنّ الإبعاد سيُضعف «من يدعمون عملية السلام. وسيُثبت مزاعم المعارضة بأنّنا أدواتٌ لإسرائيل في تنفيذ الإجراءات القمعية للاحتلال». وحذّر المفاوض الفلسطيني، سري نسيبة، من أنّ «هذا سيُثير غضبًا وإحباطًا شديدين لدى الناس، يفوقان ما هم عليه بالفعل»، واتهم الإسرائيليين بمحاولة تقويض «مكانة الوفد [الفلسطيني المفاوض] في المجتمع». وصرّح زعيم حركة فتح في قطاع غزة، أسعد الصفطاوي، بأنّ الإبعاد «لن يُنهي العنف أبدًا، بل سيزيد من إحباط الفلسطينيين. سيدفعهم إلى مزيد من العنف، لأنّهم يفقدون الأمل».
وردت حماس بشدة على الإبعاد، قائلة إنها الآن في حالة «حرب شاملة» ضد الحكومة الإسرائيلية، وتعهدت بأنها لن تقتصر هجماتها بعد الآن على الجنود الإسرائيليين فحسب، بل ستهاجم بدلاً من ذلك «كل صهيوني في فلسطين».

### في إسرائيل
أظهر استطلاع للرأي أجرته صحيفة يديعوت أحرونوت بعد فترة وجيزة من الإبعاد أن 91% من اليهود الإسرائيليين يؤيدون الإبعاد، على الرغم من أن 26% لديهم مخاوف من أنه قد يؤدي إلى المزيد من العنف. صرّح عضو الكنيست عن حزب الليكود ونائب رئيس الوزراء السابق، موشيه نيسيم، بأن الإبعاد منحه «شعورًا بالارتياح». وصرح ديفيد توليدانو، شقيق ضابط الشرطة المقتول، بأن «العالم أجمع الذي يديننا لا يفكر في حقيقة أنهم يقتلون الناس هنا، أناسًا لا يجلسون تحت المطر يبكون ولن يتمكنوا من العودة. لا أحد يفكر في ذلك». وصرح والدا إيريس أزولاي، وهي إسرائيلية قُتلت على يد حماس عام 1990، بأنه «لو أن الحكومة اعتمدت سياسة الإبعاد قبل هذه الحادثة، لكانت ابنتنا لا تزال على قيد الحياة».
دافع رابين عن الإبعاد باعتباره عملاً إنسانياً، قائلاً: «لم نؤذِ أحداً، ولم نقتل أحداً، ولم نلحق الضرر بممتلكات أحد. لا تنسوا البدائل ــ عقوبة الإعدام، وهدم المنازل، والاعتقالات الجماعية».
ولم تعارض الإبعاد علناً سوى عضوة واحدة في الكنيست عن حزب العمل الإسرائيلي، وهي يائيل ديان، متهمة حكومة حزبها بالوقوع في فخ «جو الهستيريا».

### دوليا
في 18 ديسمبر 1992، أصدر مجلس الأمن التابع للأمم المتحدة بالإجماع ودون امتناع عن التصويت القرار رقم 799 الذي يدين الإبعاد. ودعا الأمين العام للأمم المتحدة بطرس غالي الحكومة الإسرائيلية إلى «إلغاء أمر الطرد».
دعت المجموعة الاقتصادية الأوروبية الحكومة الإسرائيلية إلى «السماح للمبعدين بالعودة فورًا». وأعربت وزارة الخارجية والتجارة الأسترالية عن «قلقها العميق» إزاء الإبعاد. صرح وزير الخارجية المصري عمرو موسى بأنه «يجب السماح للمبعدين بالعودة، سواء كانوا ينتمون إلى حماس أو فتح أو أي فصيل آخر»، قائلاً إن الحكومة الإسرائيلية ليس لديها «الحق في إبعادهم جماعياً».
دعا مارلين فيتزواتر، السكرتير الصحفي للبيت الأبيض الأمريكي، إلى «إنهاء جميع أشكال العنف» وأن تتجنب دول الشرق الأوسط «ردود الفعل مثل عمليات الإبعاد التي قد تُعقّد مساعي السلام». وأصدر مؤتمر رؤساء المنظمات اليهودية الأمريكية الكبرى ‏ بيانًا يدعم الإبعاد، قائلًا إن «جميع الأمريكيين الداعمين لقضية السلام في الشرق الأوسط والمصالحة بين العرب واليهود سيفهمون أسباب تصرف إسرائيل»، وإن «حماس أعلنت الحرب على إسرائيل. يجب على إسرائيل الدفاع عن نفسها». كما أصدر ألكسندر م. شيندلر، رئيس اتحاد الجماعات العبرية الأمريكية، بيانًا يدعم الإبعاد، قائلًا إن «إسرائيل كانت محقة في تصرفها — بالقوة ولكن بشكل قانوني».
صرحت منظمة العفو الدولية بأنها «تشعر بقلق بالغ» إزاء الإبعاد، قائلة إن أعضاء حماس «يجب توجيه الاتهام إليهم وإعطائهم محاكمة سريعة وعادلة، أو إطلاق سراحهم»، وليس إبعادهم من جانب واحد دون محاكمة.

## التحليل

### التقييمات المعاصرة
كتب جيل سيدان، من وكالة الأنباء اليهودية، في أواخر ديسمبر/كانون الأول 1992 أن «حماس حققت مكاسب سياسية لا شك فيها» من الإبعاد، وأن «عمليات الطرد لم تؤدِ إلا إلى تفاقم استياء أنصار منظمة التحرير الفلسطينية، الذين لم يعد أمامهم خيار سوى إظهار دعمهم لخصومهم». وأضاف سيدان أن ازدياد دعم حماس «كان جليًا بشكل خاص في مدينة الخليل بالضفة الغربية، المعقل التقليدي للحركة الأصولية الإسلامية»، حيث كان ما يقرب من ثمانين من المرحلين من الخليل، وأن «سكان الخليل يعتقدون أن الأصوليين يهتمون بمصالحهم أكثر بكثير من منظمة التحرير الفلسطينية. ويقولون إن حماس تستخدم معظم الأموال التي تحصل عليها من السعودية وإيران لتمويل المدارس والأنشطة الاجتماعية، بينما تهتم منظمة التحرير الفلسطينية أكثر بالحفاظ على بيروقراطيتها التنظيمية المتضخمة». في مقال آخر لوكالة الأنباء اليهودية، كتب سيدان أن الحادث سلط الضوء على أن حماس «تكتسب الدعم في الأراضي الخاضعة للإدارة خلال العام الماضي مع تلاشي الآمال في تحقيق تقدم سريع في عملية السلام»، قائلاً إن «الدعم يتزايد في الأراضي، وخاصة في قطاع غزة، لمبدأ أن البنادق يجب أن تتحدث في غياب المكاسب التي تحققها منظمة التحرير الفلسطينية. يقول البعض على الجانب الأيسر من الطيف السياسي الإسرائيلي إن القدس تتعلم متأخرًا جدًا أن الحكومة التي ترفض منظمة التحرير الفلسطينية كشريك تفاوضي ستجد نفسها مضطرة للتحدث مع حماس. علاوة على ذلك، هناك مخاوف من أن نجاح حماس ومنظمة الجهاد الإسلامي المنافسة قد يؤدي إلى تطرف الجماعات العلمانية المرتبطة بمنظمة التحرير الفلسطينية».
صرح إيلي رخيس ‏ من جامعة تل أبيب لصحيفة نيويورك تايمز في أواخر ديسمبر 1992 أن الاحتجاجات العربية الإسرائيلية ضد الإبعاد كانت «غير مسبوقة»، قائلاً إن «الإبعاد الجماعي تطرق إلى واحدة من أكثر القضايا حساسية لأي فلسطيني – الخوف، الحقيقي أو المتخيل، من الإبعاد». في أواخر يناير 1993، وصف المؤرخ أبراهام رابينوفيتش ‏ الإبعاد بأنه «كارثة لإسرائيل» و«إحراج شديد»، قائلاً إنه يمثل بين الفلسطينيين «تذكيرًا مؤلمًا» بنكبة عام 1948 «وتحذيرًا لما قد تحاول حكومة إسرائيلية مستقبلية القيام به».
في أبريل/نيسان 1993، وصف أمين صيقل ‏ من الجامعة الوطنية الأسترالية عملية الإبعاد بأنها «غير مدروسة»، قائلاً: «إذا كان الإبعاد يهدف إلى كبح جماح الانتفاضة المتصاعدة ووصمها بـ«التعصب الإسلامي»، وبالتالي إثارة التعاطف العالمي مع إسرائيل، فقد أتى بنتائج عكسية بالتأكيد. لم يقتصر الأمر على تعقيد موقف إسرائيل الدولي فحسب، بل عزز أيضًا مكانة حماس بين الفلسطينيين، ودفع منظمة التحرير الفلسطينية العلمانية إلى الوقوف جنبًا إلى جنب مع حماس دعمًا للمُهجّرين».
كتب ديفيد إي. هوفمان من صحيفة واشنطن بوست في ديسمبر 1993 أن «حماس تبدو اليوم غير منهزمة... فالخلايا المتفرقة لعصاباتها المسلحة تظل واحدة من أكثر المنظمات الفلسطينية الرافضة عنفاً ومراوغة في الأراضي الفلسطينية، وقد حولت مؤخراً أهدافها من الجنود الإسرائيليين إلى المستوطنين اليهود»، مضيفاً أن «الإبعاد يبدو أنه لم يفعل الكثير لإضعاف جاذبية حماس لدى الجيل الأصغر سناً من الفلسطينيين الذين يعانون من الفقر والذين ولدوا منذ احتلت إسرائيل الضفة الغربية وقطاع غزة في عام 1967»، وأن «أكبر انتكاسة لحماس خلال العام الماضي كانت الاعتراف المتبادل من جانب إسرائيل بمنظمة التحرير الفلسطينية العلمانية والقومية، مما عزز على الفور مكانة منظمة التحرير الفلسطينية بين الفلسطينيين في الوقت الذي بدا فيه أنها تنهار». حذّرت إفراه زيلبرمان، من الجامعة العبرية في القدس، هوفمان من أن «هذا النوع من التنظيم عضوي، ويتمتع بقدرات تجديدية هائلة. إنه ينطلق من القاعدة الشعبية والجماهير، على عكس منظمة التحرير الفلسطينية التي تنطلق من القمة إلى القاعدة. مع مرور الوقت، يتقدم الناس في حماس، وتعاظمت قدرة حماس على تنظيم الشارع. ولعلها اليوم قريبة جدًا مما كانت عليه في الماضي».
في أكتوبر/تشرين الأول 1994، كتب روبرت فيسك من صحيفة الإندبندنت أن المرحلين أصبحوا «أشهر اللاجئين الفلسطينيين في العالم»، قائلاً إن الإبعاد «كاد أن يُدمر محادثات السلام التي توسطت فيها واشنطن، وكاد نفيهم – وقد أشار المرحلون بسخرية إلى وصف «كاد» – أن يُثير تصويت مجلس الأمن التابع للأمم المتحدة لصالح فرض عقوبات على إسرائيل. ولكن بمجرد أن وضع السيد رابين جدولاً زمنياً لعودتهم، عادت الدول العربية إلى محادثات السلام. في سبتمبر/أيلول التالي، علم رجال حماس في مرج الزهور أن السيد عرفات قد أبرم صفقة سرية مع إسرائيل. «خيانة»، كانت راياتهم – المتشققة من أعمدة الأعلام في الأرض المتشققة – كما كُتب عليها. ومنذ ذلك الحين، تحدثوا عن تدمير السيد عرفات». وأضاف فيسك أن «رجال مرج الزهور كانوا يخططون لإقامة جمهوريتهم الإسلامية على سفح التل، مُشكلين النواة السياسية لجماعة قد لا تمتلك استراتيجية سياسية لولا ذلك».

### التقييمات التاريخية
في عام 2011، كتبت منظمة بتسيلم الإسرائيلية لحقوق الإنسان أن «إسرائيل، بإبعادها الفلسطينيين، تجاهلت التزامها تجاه الأشخاص الخاضعين لسيطرتها من جانب واحد. لا يمكن تبرير هذا الانتهاك في ضوء أعمال العنف التي ارتكبها الفلسطينيون عام 1992. ففي «حالات الطوارئ» تحديدًا، يُختبر التزام الدولة بحقوق الإنسان. وللأسف، فشلت إسرائيل في هذا الاختبار في ديسمبر 1992». ووصفت بتسيلم الإبعاد بأنه «عقاب جماعي»، مضيفةً أن «قرار الإبعاد اتُخذ على عجل، بناءً على معايير غامضة وشاملة».
في عام 2016، كتب ديفيد هوفمان من معهد دراسات الأمن القومي إن الإبعاد كان «يهدف إلى الإضرار بالبنية التحتية التنظيمية والقدرات العملياتية» لحماس والجهاد الإسلامي، ولكنه «كان بمثابة «مدرسة إرهاب» تعلم فيها المرحلون تكتيكات جديدة شديدة التدمير نفذوها في إسرائيل عند عودتهم». وكتب هوفمان أيضًا أن الإبعاد كان له آثار كبيرة على حماس، بما في ذلك منحها الفرصة لإقامة علاقات مع حزب الله والجمهورية الإسلامية الإيرانية التي زودت حماس بالتدريب والمعدات (على الرغم من أن حماس وحزب الله على جانبي الصراع السني الشيعي)، مما يمثل بشكل ملحوظ تجربة ألهمت حماس للبدء في تنفيذ التفجيرات الانتحارية في السنوات التالية، وفي رفع مكانة حماس بشكل كبير كجماعة مقاومة بين الفلسطينيين، حيث أصبح العديد من المرحلين شخصيات بارزة في السياسة الفلسطينية في القرن الحادي والعشرين.
في عام 2020، كتب إيلاد بن درور من جامعة بار إيلان أن «هدف الإبعاد الجماعي كان توجيه ضربة قاضية لحماس»، لكن «التغطية الإعلامية وإدراك المُهجّرين أن إبعادهم أحدث ضجة كبيرة دفعهم إلى استغلال فترة وجودهم في مرج الزهور لإبراز حركتهم كلاعبٍ بارزٍ في الساحة الفلسطينية». وأضاف بن درور أن «الإبعاد لم يُلحق الضرر بحماس، بل عززها، وجعلها محور الاهتمام الإقليمي والدولي. كما مكّن حماس من تعميق علاقاتها خارج الساحة الفلسطينية ومع أتباعها من جماعة الإخوان المسلمين».